# Mansfield Woodhouse
Mansfield Woodhouse – wieś w Anglii, w hrabstwie Nottinghamshire, w dystrykcie Mansfield. Leży 24 km na północ od miasta Nottingham i 198 km na północ od Londynu. W 2001 miejscowość liczyła 17 931 mieszkańców.